# Wydział Matematyki i Nauk Informacyjnych Politechniki Warszawskiej

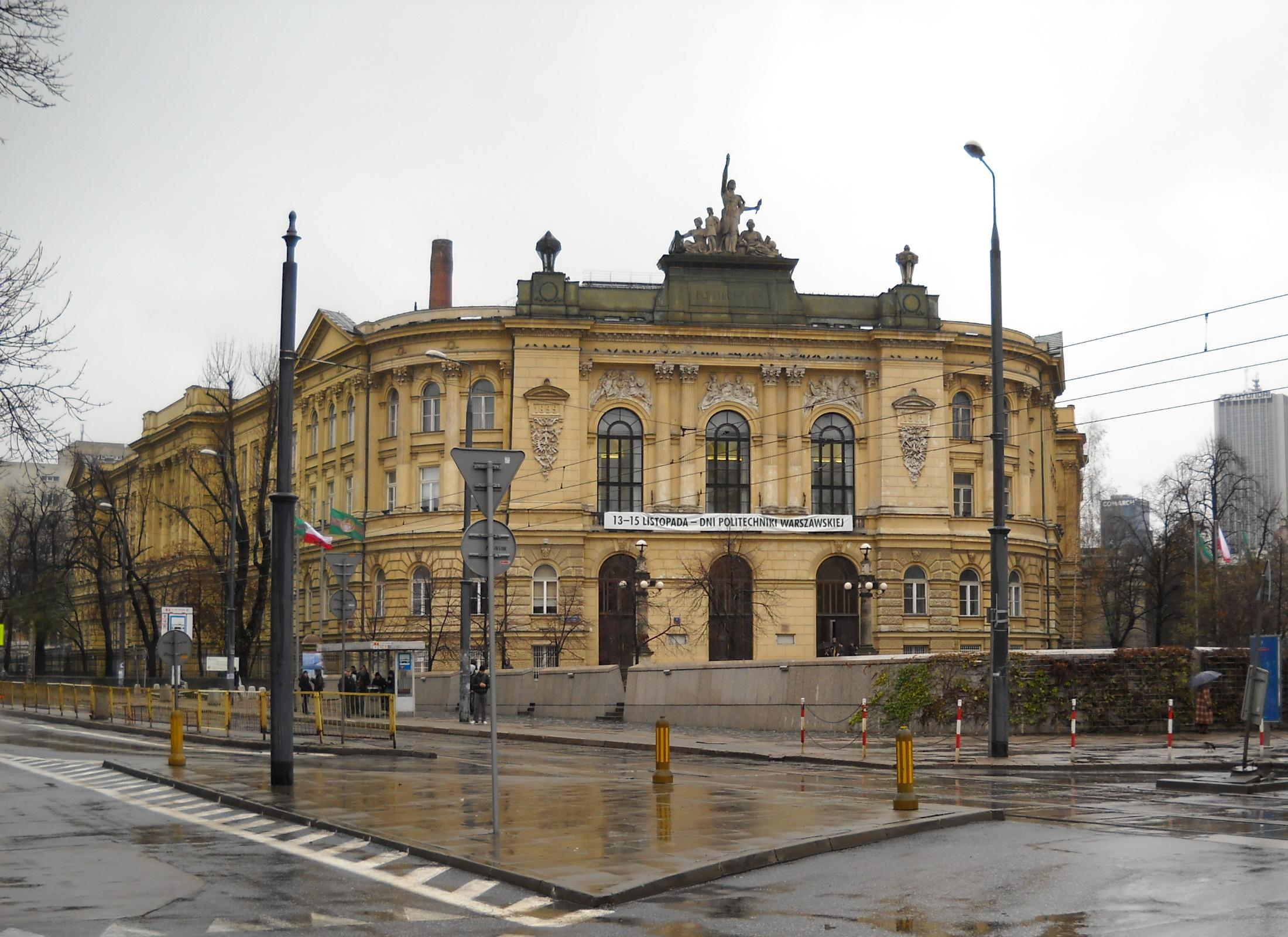
Gmach główny Politechniki Warszawskiej – siedziba Wydziału do kwietnia 2012

Wydział Matematyki i Nauk Informacyjnych (MiNI) – jeden z najmłodszych wydziałów Politechniki Warszawskiej, powstały w 1999 z rozdzielenia dawnego Wydziału Fizyki Technicznej i Matematyki Stosowanej (FTiMS) na Wydział Fizyki oraz właśnie MiNI.
Siedziba wydziału mieściła się w gmachu głównym Politechniki Warszawskiej (pl. Politechniki 1) do 23 kwietnia 2012, kiedy to nastąpiło oficjalne otwarcie nowo wybudowanego gmachu MiNI znajdującego się wewnątrz kampusu głównego PW. Wydział MiNI zatrudnia m.in. 32 profesorów (w tym 17 z tytułem naukowym) i 4 doktorów habilitowanych.
Od ponad dwudziestu lat wydział organizuje popularny wśród uczniów Powszechny Internetowy Konkurs dla Uczniów Szkół Średnich – Matematyka.

## Kierunki i specjalności
| - Studia I stopnia kierunki: - Inżynieria i Analiza Danych (inżynierskie) - Matematyka (licencjackie) - Matematyka – studia niestacjonarne (zaoczne) - Informatyka i Systemy Informacyjne (dawniej Informatyka) (inżynierskie) - Computer Science – studia w języku angielskim (inżynierskie) - Matematyka i Analiza Danych (licencjackie) | - Studia II stopnia kierunki: - Matematyka specjalności: - Matematyka w Ubezpieczeniach i Finansach (do 2022) - Matematyka w Naukach Informacyjnych (do 2021) - Matematyka w Cyberbezpieczeństwie (od 2021) - Matematyka w Naukach Technicznych (do 2023) - Indywidualne Studia Matematyczne (od 2023) - Matematyka i Analiza Danych specjalności: - Statystyka Matematyczna i Analiza Danych - Probabilistyka i Modelowanie (od 2022) - Informatyka specjalności: - Metody Sztucznej Inteligencji - Projektowanie Systemów CAD/CAM - Computer Science and Information Systems (studia w języku angielskim) specjalności: - Artificial Intelligence - Business Intelligence Systems Development (do 2019) - Data Science (studia w języku angielskim) | - Studia III stopnia kierunki: - Matematyka - Informatyka |

## Władze
- Dziekan Wydziału – prof. dr hab. Grzegorz Świątek
- Prodziekan ds. Nauki – prof. dr hab. Janina Kotus
- Prodziekan ds. Ogólnych – dr hab. Wojciech Matysiak
- Prodziekan ds. Nauczania – dr inż. Krzysztof Kaczmarski
- Prodziekan ds. Studenckich – dr hab. inż. Agata Pilitowska, prof. PW

| Okres     | Dziekan              | Prodziekani                                                                      |
| --------- | -------------------- | -------------------------------------------------------------------------------- |
| 1999–2002 | Tadeusz Rzeżuchowski | Maciej Mączyński, Andrzej Fryszkowski, Jerzy Wyborski, Tadeusz Świrszcz          |
| 2002–2005 | Zbigniew Lonc        | Jacek Wesołowski, Zbigniew Pasternak-Winiarski, Jerzy Wyborski, Tadeusz Świrszcz |
| 2005–2008 | Zbigniew Lonc        | Jacek Wesołowski, Marian Majchrowski, Irmina Herburt, Jacek Mańdziuk             |
| 2008–2012 | Irmina Herburt       | Anna Romanowska, Przemysław Grzegorzewski, Marian Majchrowski, Krzysztof Bryś    |
| 2012–2016 | Irmina Herburt       | Janina Kotus, Krzysztof Bryś, Wojciech Domitrz, Tomasz Traczyk                   |
| 2016–2020 | Wojciech Domitrz     | Janina Kotus, Konstanty Junosza-Szaniawski, Bogusława Karpińska, Maciej Grzenda  |
| 2020–2024 | Wojciech Domitrz     | Janina Kotus, Krzysztof Kaczmarski, Bogusława Karpińska, Przemysław Biecek       |
| 2024–2028 | Grzegorz Świątek     | Janina Kotus, Wojciech Matysiak, Krzysztof Kaczmarski, Agata Pilitowska          |

## Jednostki organizacyjne
- Zakład Algebry i Kombinatoryki
- Zakład Analizy i Teorii Osobliwości
- Zakład Geometrii Różniczkowej
- Zakład Podstaw Geometrii
- Zakład Procesów Stochastycznych i Matematyki Finansowej
- Zakład Rachunku Prawdopodobieństwa i Statystyki Matematycznej
- Zakład Równań Całkowych
- Zakład Równań Funkcyjnych
- Zakład Równań Różniczkowych Cząstkowych
- Zakład Równań Różniczkowych Zwyczajnych
- Zakład Zastosowań Informatyki i Metod Numerycznych
- Zespół Dydaktyczny dla Wydziału Inżynierii Produkcji i Inżynierii Materiałowej
- Ośrodek Promocji Badań
- Laboratorium Informatyki

## Projekty wydziału
- MiNI Akademia Matematyki[17]

Cykl wykładów i warsztatów matematycznych odbywających się średnio raz w miesiącu. Skierowane są one do uczniów gimnazjów i liceów. Mają na celu propagowanie matematyki i przedstawianie zagadnień w interesujący i przystępny sposób. Zajęcia prowadzą pracownicy wydziału.
- Powszechny Internetowy Konkurs dla Uczniów Szkół Średnich[18]

Konkurs internetowy skierowany jest przede wszystkim do uczniów ostatnich lat szkół średnich. Jego podstawowym celem jest zachęcenie uczniów, szczególnie klas maturalnych, do intensywnego powtarzania materiału, a przez to pomoc w przygotowaniu się do studiów wyższych. Dla laureatów konkursu zarezerwowane są miejsca na studiach na wydziale MiNI, a także nagrody rzeczowe.
- Demonstratio Mathematica[20]

Demonstratio Mathematica jest kwartalnikiem naukowym wydawanym od 1969 roku (od 1972 w języku angielskim), obecnie przez wydział MiNI. Początkowo miało na celu stymulację badań matematycznych na polskich uniwersytetach. Od tamtego czasu urosło ono do rangi czasopisma poświęconemu prezentacji znaczących osiągnięć ze wszystkich dziedzin matematyki. Na przestrzeni roku publikowane jest około 80 prac (z około 230 nadsyłanych). Od 2011 roku jest indeksowane przez Scopus.
- Data Science Summit

Wydział jest współorganizatorem konferencji Data Science Summit, która w latach 2017–2019 odbyła się w gmachu wydziału.
- Wigilia MiNI i MiNI Jasełka

Na Wydziale corocznie, w grudniu, koło artystyczne „TeMat” prezentuje wydarzenie kulturalne pod nazwą Jasełka oglądane przez setki studentów i pracowników Politechniki. Inicjatywa ta stanowi integralną część życia społeczności akademickiej, gdzie studenci, wykładowcy oraz inni pracownicy wydziału angażują się w przygotowanie i wystawienie przedstawienia. Jasełka uwieczniane są przez TVPW i wcześniejsze edycje obejrzeć można na ich stronie internetowej.

## Koła naukowe
Na Wydziale MiNI działa siedem kół naukowych (stan na rok akademicki 2015/16).
- Koło Fotograficzne STUDIO[24]
- Koła Naukowe Data Science[25]
- Koło Naukowe Matematyków „Pi razy drzwi”[26]
- Kombinatoryczno-Algebraiczne Koło Naukowe „KOALA”[27]
- Koło Naukowe Informatyków[28]
- Koło Naukowe Zarządzania Projektami PMArt[29]
- Teatr Matematyki „TeMat”[30]
- Koło Naukowe Modelowania Matematycznego[31]
- Koło Naukowe Wirtualnej Rzeczywistości[32]